# Vondel's Landleeuw
Vondel's Landleeuw is een boerderij uit 1935 aan de Hoofdvaart bij Abbenes in de Nederlandse polder en gemeente Haarlemmermeer.
De gebouwen staan in een U-vorm, met daartussen een binnenplaats.

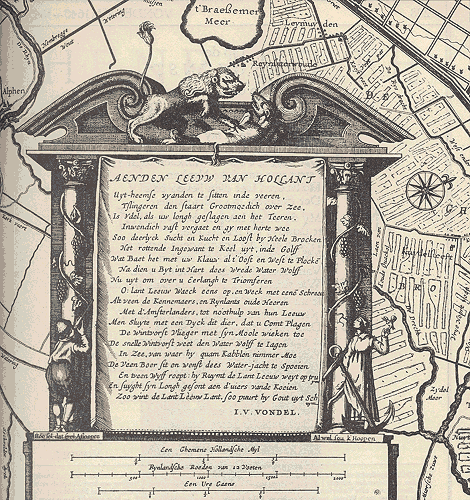
Gedicht van Vondel bij een kaart in een pleidooi uit 1641 voor drooglegging van het Haarlemmermeer.

De naam verwijst naar een gedicht Aen den Leeuw van Hollant van Joost van den Vondel, waarin hij in 1641 zijn steun betuigde aan voorstellen voor "het uitmalen van 't Haerlemmer meer", hetgeen pas twee eeuwen later zou gebeuren. In het gedicht wordt animalisering toegepastː het water wordt als een wolf voorgesteld en Holland als een leeuw.
| O, landleeuw, waak eens op en wek met éne schreeuw Al ’t veen: de Kennemers en Rijnlands oude heren, Met d’ Amstellanders op, tot noodhulp van hun leeuw. Men sluite met een dijk dit dier, dat u komt plagen. De windvorst vliege er met zijn molenwieken toe. |

De naam, oorspronkelijk "Vondel's Lantleeuw", werd bedacht door de Amsterdamse arts en dichter Jan Pieter Heije, die vanaf 1860 het grondbezit in deze omgeving van zijn schoonvader Jan Jacob van Voorst beheerde. Heije heeft ook andere op Nederlandse geschiedenis en dichtkunst gebaseerde namen aan boerderijen rond Abbenes gegeven, zoals Sweelinck's Orgel, Potter's Stier, Marnix' Wilhelmus, Cats' Zorgvlied, Piet Hein's Zilvervloot, Beets' Groote Plas, Poot's Akkerleven, Hoogendorp's Grondwet en ook Heije's Vlaggelied. Tijdens zijn verblijven in Abbenes logeerde Heije in Vondel's Lantleeuw.
De oorspronkelijke boerderij brandde in 1935 af. Nog hetzelfde jaar werd een nieuwe boerderij gebouwd.
In 1999 zijn het woonhuis, twee schuren en het toegangshek op de rijksmonumentenlijst gezet. Volgens de bijbehorende omschrijving van het complex is het een mooi voorbeeld van een grote "hofboerderij", zoals er vele tussen 1850 en 1940 werden gebouwd in Haarlemmermeer en is het een van de weinige die nog intact is gebleven.

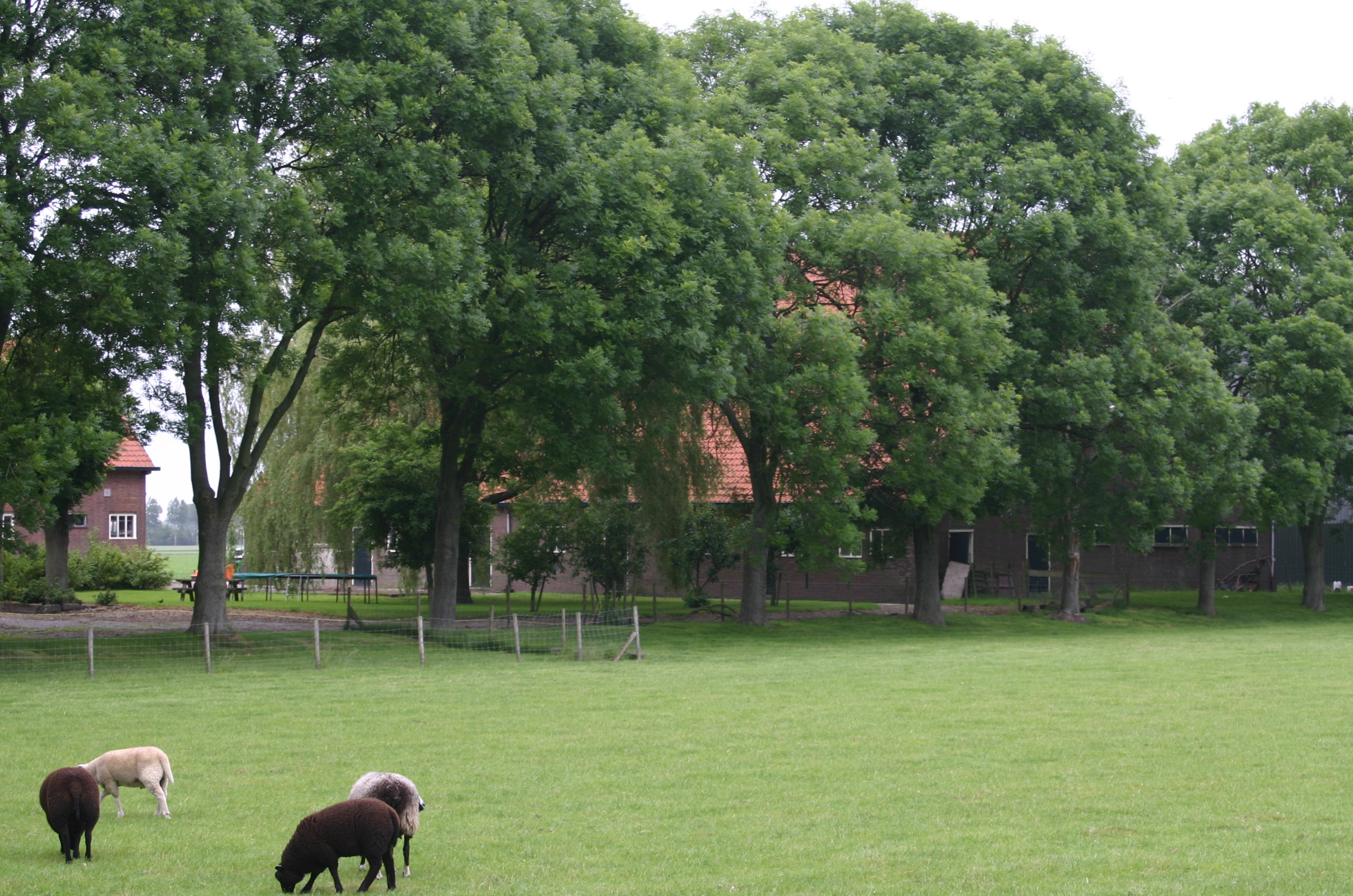
Landbouwschuur (rijksmonument)
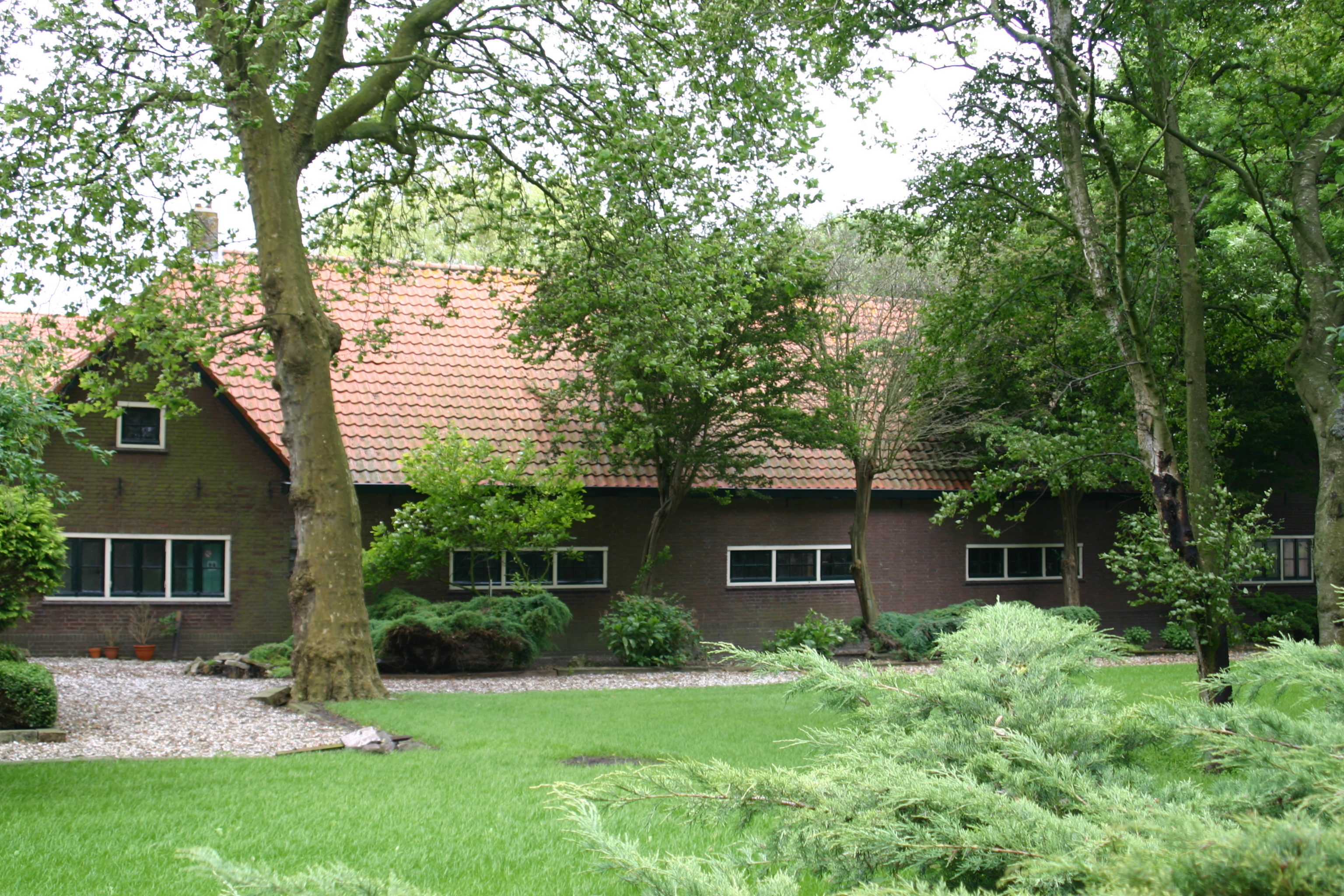
Wagenschuur (rijksmonument)
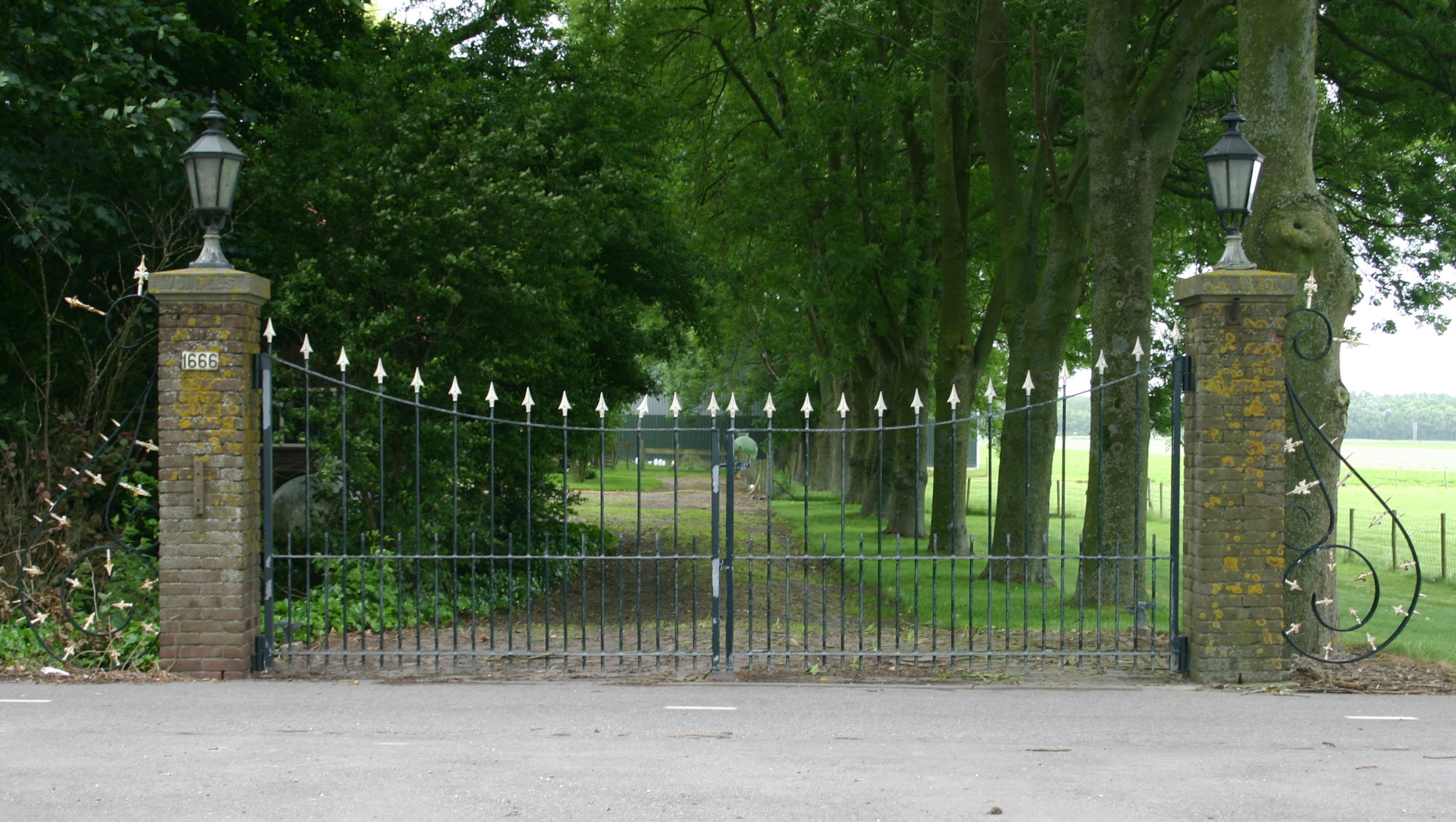
Toegangshek (rijksmonument)

- Landbouwschuur
(rijksmonument 510058)
- Wagenschuur
(rijksmonument 510059)
- Toegangshek
(rijksmonument 510060)